# Pseudomops septentrionalis
Pseudomops septentrionalis es una especie de cucaracha del género Pseudomops, familia Ectobiidae. Fue descrita científicamente por Hebard en 1917.
Habita en México y desde los Estados Unidos (Texas, Georgia, Virginia, Kansas) hasta Costa Rica. Mide 9-15 mm. Se encuentra en la vegetación herbácea y ocasionalmente en flores.

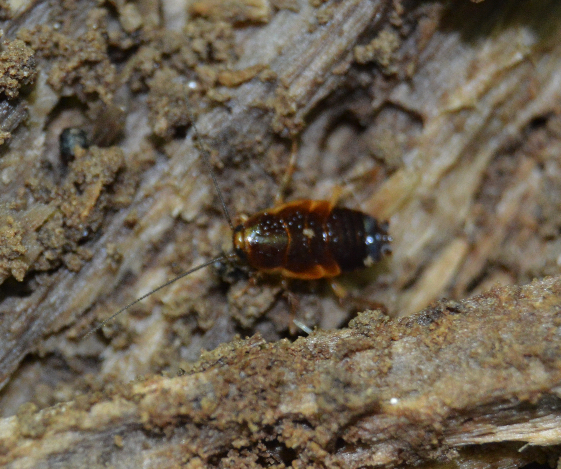
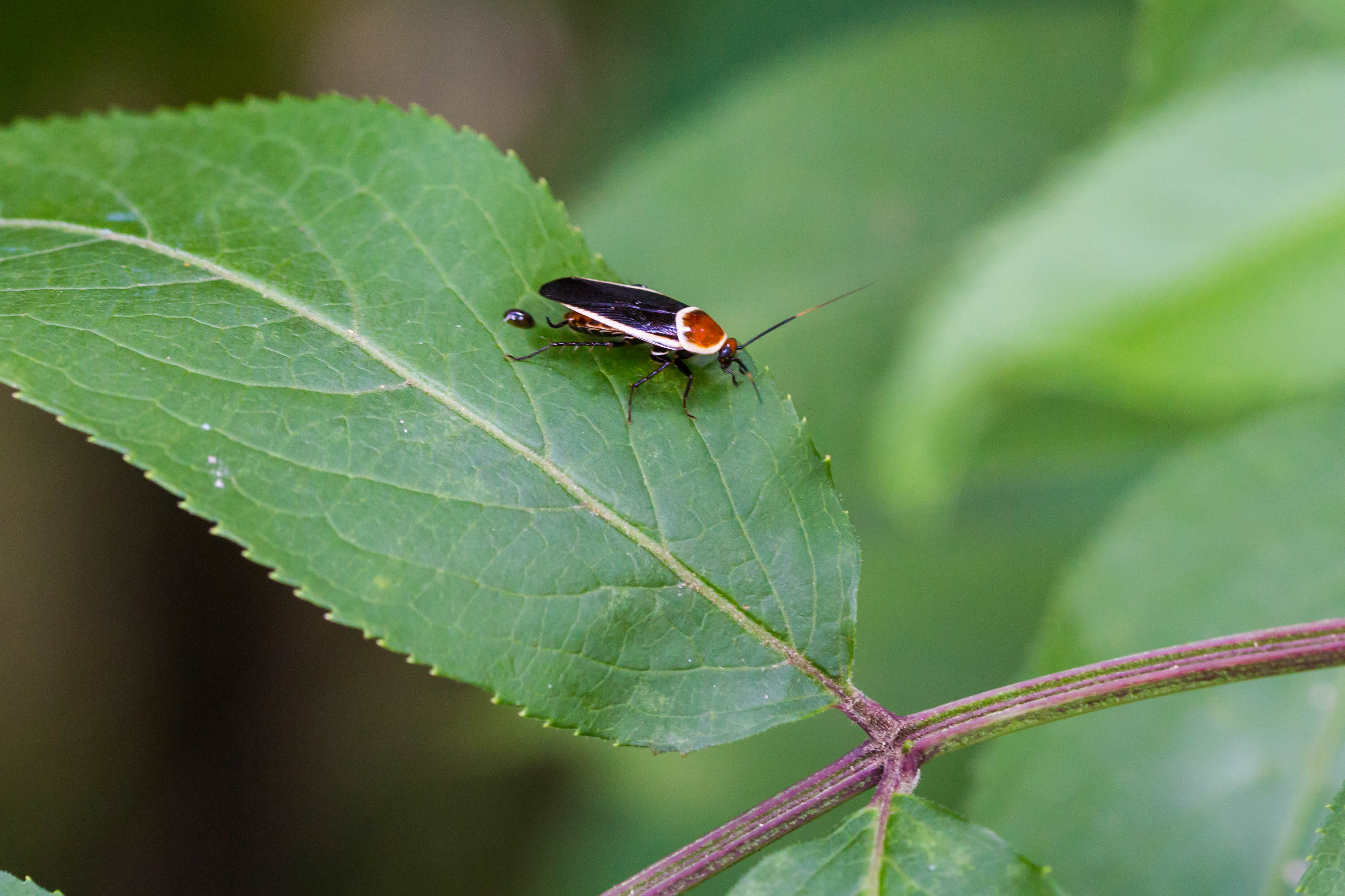
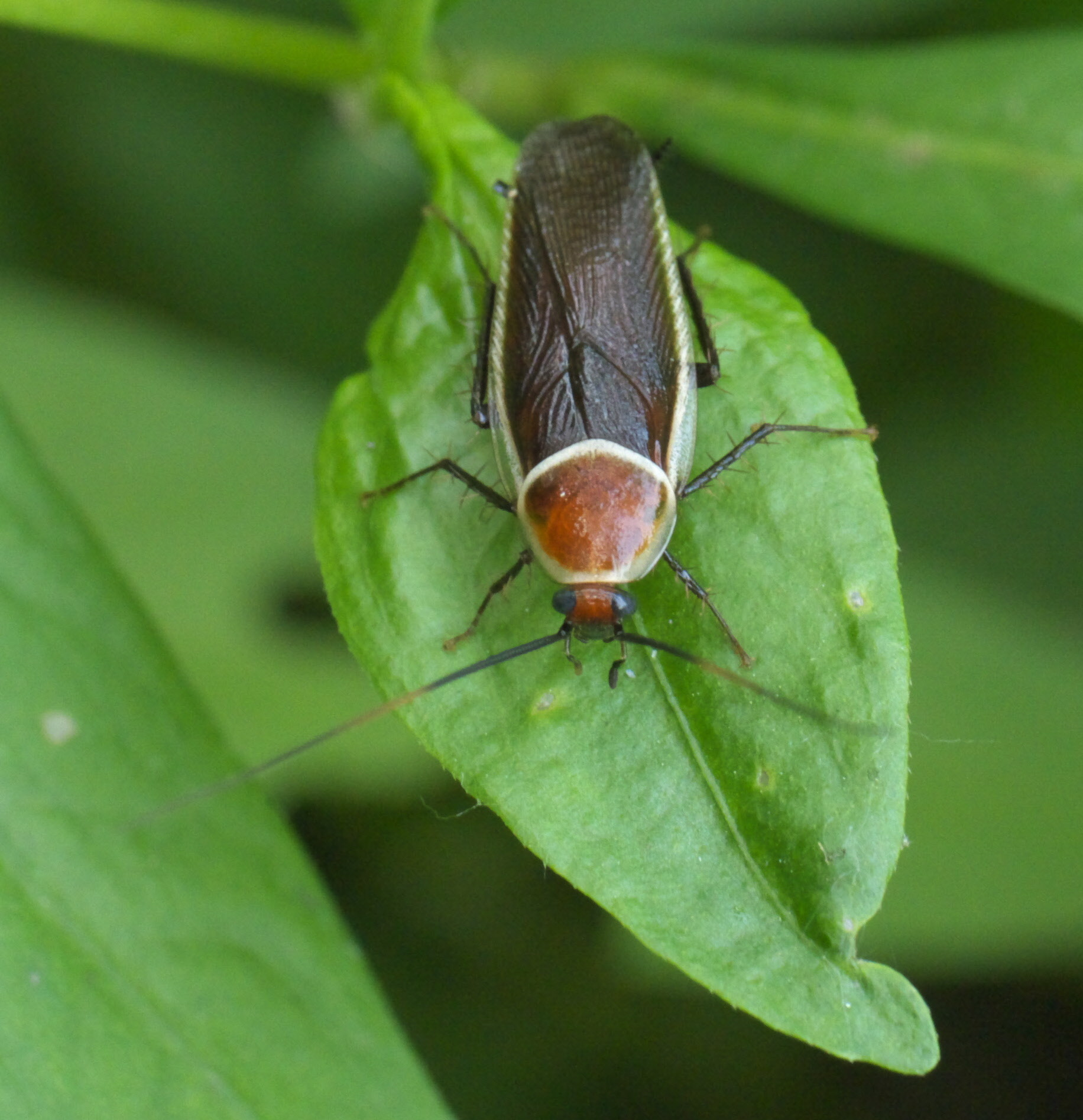